# Eroski
Eroski è una catena di supermercati spagnoli con 1.000 locali in tutta la Spagna. Il nome Eroski è la contrazione delle parole basche  "erosi" (comprare) e "toki" (luogo) che si traduce quindi come "luogo d'acquisto".
Eroski è stata fondata nel 1969 ed lavora come una cooperativa ibrida lavoratore-consumatore all'interno del gruppo Mondragón. Oggi è una delle più importanti società di distribuzione in Spagna, con una forza lavoro di oltre 30.000 dipendenti distribuiti in tutto il paese. L'azienda conta circa 1.600 stabilimenti di diversi marchi, tra cui gli ipermercati Eroski, supermercati Eroski City, Eroski Center, Eroski Merca, Eroski Rapid, Cash Record, Caprabo, Aliprox, Familia, Onda, Eroski Viajes, Viajes Caprabo, Eroski Óptica, stazioni di servizio Eroski e negozi di articoli sportivi Forum Sport.